# Георгій Чітая
Георгій Чітая (груз. გიორგი სპირიდონის ძე ჩიტაია; 5 грудня 1890, Поті — 24 серпня 1986, Тбілісі) — вчений-етнограф та історик, засновник Тбіліського етнографічного музею просто неба. Досліджував етногенез, матеріальну та духовну культуру грузинів та інших народів Кавказу. Вивчав землеробські системи та знаряддя, а також селянську архітектуру Закавказзя. Займався загальними проблемами етнографії, розробляв загальну методику етнографічних досліджень.

## Біографія
У 1907 закінчив міське училище, після чого продовжив навчання у чоловічій гімназії міста Тбілісі . В 1911 був зарахований на вірмено-грузинське відділення східного факультету Петербурзького університету.
У 1913 вступив до КьоніґсберґськогоКенігсберзький університет університету. Відвідував лекції відомого німецького сходознавця Карла Броккельмана. Вивчав основи етнології під керівництвом приват-доцента Петербурзького університету Іване Джавахішвілі. Після закінчення університету в 1916 почав викладати в гімназії міста Поті, там же увійшов до Соціал-демократичної партії Грузії.
У 1918 — 1921 роках був головою міської ради Поті. Після більшовицької окупації Грузії припинив політичну діяльність та зайнявся науковою роботою.
Як голова міської ради Поті, створював бюрократичні перепони здійсненню політичних репресій проти більшовиків, у тому числі зберіг життя майбутнього керівника «трійки» (комісії позасудових вироків) міста Ахалцихе пана Габунія. Розглядаючи справу заарештованого за звинуваченням у антирадянській діяльності Габунії, Чітая дізнався про свого рятівника і відклав виконання вироку. Наступного дня було отримане розпорядження Серго Орджонікізде про припинення розстрілів.
У 1920-х роках Г. Чітая розпочав організацію серії етнографічних експедицій з метою дослідження, наукової ідентифікації та документування об'єктів архітектури всіх грузинських регіонів. Завдяки його зусиллям у 1966 у Тбілісі відкрився унікальний етнографічний музей просто неба, який зібрав у наступні роки понад 70 домогосподарств XVII—XX століть — меблі, інструменти, домашнє начиння і самі будинки, привезені з усіх частин країни, від Сванеті до Картлі.
До 120-річчя від дня народження Г. Чітая присвячено початок видання науково-популярної серії «Традиційна культура грузинського народу». За підтримки учнів вченого – скульптора Зураба Церетелі та керівника етнографічного музею професора Тамілі Цагареішвілі – було видано збори наукових праць Г. Чітая  у п'яти томах.
До 120-річчя від дня народження Г. Чітая присвячено початок видання науково-популярної серії «Традиційна культура грузинського народу». За підтримки учнів вченого – скульптора Зураба Церетелі та керівника етнографічного музею професора Тамілі Цагареішвілі – було видано збори наукових праць Г. Чітая у п'яти томах.

## Основні публікації
- Праці у п'яти томах. Т. I. Господарський побут та матеріальна культура Грузинського народу / Ред.-сост. Т. Цагареішвілі. Тб.: Мецнієреба, 1997;
- Праці у п'яти томах. Т. ІІ. Етногенез та культурно-історичні проблеми грузинського народу / Упоряд.-ред. Т. Цагареішвілі. Тб.: Мецнієреба, 2000;
- Праці у п'яти томах. Т. ІІІ. Грузинська етнографія ХХ століття. Польові дослідження. Методологія/Том до вид. підготовлений З. Церетелі та Т. Цагарешвілі. ред. Р. Метревелі. Ред-сост. Т. Цагареішвілі. Тб.: Мецнієреба, 2001;
- Праці у п'яти томах. Т. IV. Університетські лекційні курси з етнографії. «Світлобі» / Том до вид. Підготовлений З. Церетелі та Т. Цагарешвілі. ред. Р. Метревелі. Ред.-упоряд. Т. Цагареішвілі. Тб.: Мецнієреба, 2001;
- Праці у п'яти томах. Т. V. Історико-етнографічні нариси, статті, рецензії/Том до вид. підготовлений З. Церетелі та Т. Цагарешвілі. ред. Р. Метревелі. Ред-сост. Т. Цагареішвілі. Тб.: Мецнієреба, 2001 [1] .